# Familia Cornaro

Armas de la familia Cornaro

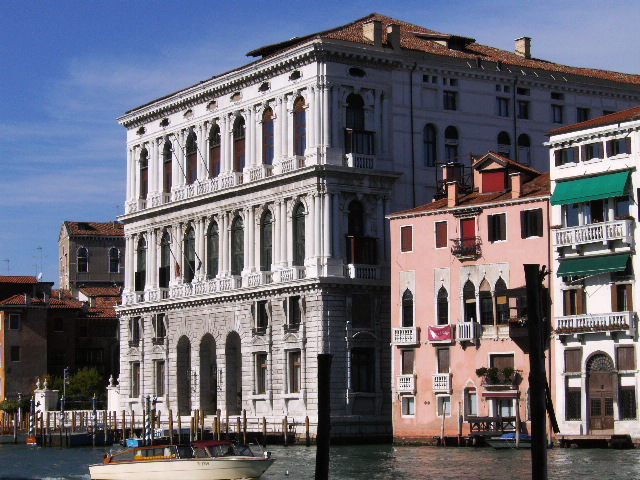
Ca' Corner, uno de los ocho palacios a lo largo del Gran Canal de Venecia encargado por la familia Cornaro.

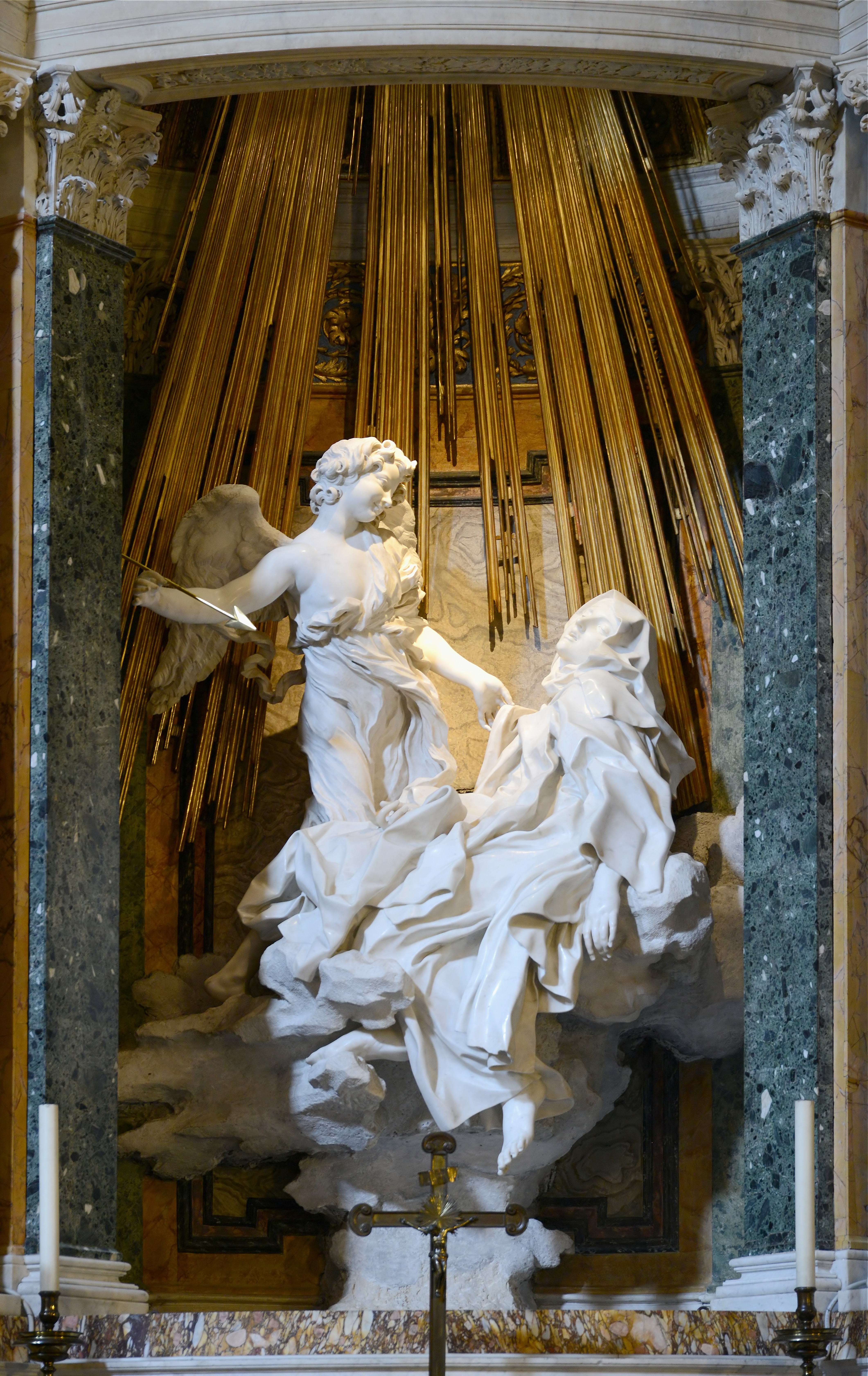
Éxtasis de Santa Teresa de Bernini en la capilla de la familia Cornaro en la iglesia de Santa Maria della Vittoria, Roma.

Los Cornaro o Corner fueron una familia de Venecia que fue patricia en la República de Venecia e incluyó a muchos Dux y otros altos funcionarios. El nombre Corner, originario del dialecto veneciano, fue adoptado en el siglo XVIII. El antiguo nombre italiano Cornaro ya no es común en las fuentes italianas que se refieren a los primeros miembros de la familia, pero sigue siéndolo en inglés.

## Historia
Se dice que la familia y el nombre Cornaro descienden de la gens Cornelia, una familia patricia de la Antigua Roma. Los Cornari estaban entre las doce familias del tribunal de la República de Venecia y fueron miembros fundadores del Gran Consejo en 1172. En el siglo XIV, la familia se separó en dos ramas distintas, Cornaro de la Casa Grande y Cornaro Piscopia. Este último nombre deriva de la concesión en 1363 del feudo de Piscopia en el Reino de Chipre a Federico Cornaro.
Cuando Caterina Cornaro se casó con el rey Jaime II de Chipre en 1468, las armas reales de Lusignan se agregaron a la partición heráldica de la familia. Tuvieron ocho palacios en el Gran Canal, Venecia en diferentes momentos, incluido Ca' Corner y lo que ahora es el Palazzo Loredan dell'Ambasciatore. Encargaron muchos monumentos y obras de arte famosos, incluido el Éxtasis de Santa Teresa de Bernini en la Capilla Cornaro de Santa Maria della Vittoria, Roma (1652). En Grecia, la isla de Scarpanto fue su feudo desde principios del siglo XIV hasta la conquista otomana.

## Comercio de azúcar
Los Cornaro Piscopia tenían una gran plantación de azúcar en su feudo cerca de Episcopi en el Chipre veneciano, en la que empleaban esclavos de origen sirio o árabe o siervos locales. El azúcar se transformaba en la propia empresa con una gran caldera de cobre fabricada en Venecia, cuyo mantenimiento y funcionamiento suponía para la familia importantes sumas de dinero. Exportaban panes de azúcar y azúcar en polvo a Europa. Los Cornaros solían tener conflictos con sus vecinos por el uso y manejo del agua.

## Miembros
- Felicia Cornaro (fallecida en 1111), dogaressa de Venecia
- Andrea Cornaro (fallecido en 1323), margrave de Bodonitsa
- Marco Cornaro (c.1286-1368), dux 1365-68
- Federico Cornaro (fallecido en 1382), comerciante y político, fundador de la plantación Piscopia
- Pietro Cornaro (fallecido en 1387 o 1388), Señor de Argos y Nauplia desde 1377
- Luigi Cornaro (c.1464-1566), quien escribió tratados sobre dietas
- Giorgio Cornaro (1452-1527), hermano de Caterina Cornaro
- Caterina Cornaro (1454-1510), reina de Chipre desde 1474 hasta 1489
- Francesco Cornaro (1476-1543), cardenal desde 1527
- Marco Cornaro (1482-1524), cardenal desde 1522
- Andrea Cornaro (cardenal) (1511-1551), obispo católico italiano de Brescia y más tarde cardenal
- Giorgio Cornaro (1524-1578), obispo católico italiano de Treviso
- Federico Cornaro (mayor) (1531-1590), cardenal-sacerdote católico italiano de Santo Stefano al Monte Celio
- Luigi Cornaro (cardenal), cardenal católico italiano y arzobispo de Zadar
- Andrea Cornaro (historiador) (1547-c.1616), aristócrata, historiador y autor veneciano
- Vitsentzos Kornaros (1553-1614), poeta cretense
- Marco Cornaro (obispo) (1557-1625), prelado católico italiano que fue obispo de Padua
- Cardenal Federico Baldissera Bartolomeo Cornaro (1579–1653), Patriarca de Venecia 1631–44
- Giovanni I Cornaro (1551-1629), dux desde 1624
- Marco Antonio Cornaro (1583-1639), obispo católico italiano de Padua
- Francesco Corner (1585-1656), dux en 1656
- Elena Cornaro Piscopia (1646-1684), primera mujer en obtener el título de Doctora en Filosofía ( de la Universidad de Padua en 1678)
- Giovanni II Cornaro (1647-1722), dux desde 1709
- Giorgio Cornaro (cardenal) (1658-1722), cardenal desde 1697
- Laura Cornaro (m. 1739), dogaressa de Venecia, por matrimonio con el dux Giovanni II Cornaro
- Giovanni Cornaro (1720-1789), cardenal desde 1778